# Mestolobes chrysomolybdoides
Mestolobes chrysomolybdoides là một loài bướm đêm thuộc họ Crambidae. Nó là loài đặc hữu của Oahu.
Ấu trùng ăn rêu trên một loại cây.